# Новочеркаський провулок (Київ)
Новочерка́ський прову́лок — зниклий провулок, що існував у Жовтневому, нині Солом'янському районі міста Києва, місцевість Караваєві дачі. Пролягав від Борщагівської вулиці до вулиці Генерала Тупикова.

## Історія
Виник у 1-й чверті XX століття, мав назву Нова вулиця. Назву Новочерка́ський провулок отримав 1955 року. 
Ліквідований разом із навколишньою малоповерховою забудовою наприкінці 1970-х — на початку 1980-х років.[джерело?]